# Société mathématique norvégienne
La Société mathématique norvégienne (en norvégien : Norsk matematisk forening) est une association de mathématiciens et d'amateurs des mathématiques  norvégiens. L'association a été fondée le 2 novembre 1918, et Carl Størmer a été élu son premier président.

## Historique
L'initiateur de la fondation de l'association a probablement été Poul Heegaard qui en a été l'un des personnages principaux durant les premières années. Au début des années 1900, l'environnement mathématique en Norvège s'était fortement développé. Grâce aux réformes du système scolaire, l'importance des matières scientifiques en général et des mathématiques s'était accrue.
Au départ, l'objectif principal de l'association était de maintenir le contact entre les différents environnements mathématiques en Norvège, notamment en université, et au collège technique de Trondheim.

## Présidents
Depuis sa création en 1918, l'association a eu les présidents suivants :
- 1918-1925 : Carl Størmer ;
- 1925-1928 : Alf Victor Guldberg ;
- 1928-1935 : Poul Heegaard ;
- 1935-1946 : Ingebrigt Johansson ;
- 1946-1951 : Jonas E. Fjeldstad ;
- 1951-1953 : Viggo Brun ;
- 1953-1959 : Ralph Tambs Lyche ;
- 1960-1966 : Karl Egil Aubert ;
- 1967-1971 : Jens Erik Fenstad ;
- 1972-1974 : Per Holm ;
- 1975-1982 : Erling Størmer ;
- 1983-1985 : Dag Normann ;
- 1986-1988 : Bernt Øksendal ;
- 1989-1991 : Ragni Piene ;
- 1991-1995 : Geir Ellingsrud ;
- 1995-2000 : Bent Birkeland ;
- 2000-2003 : Dag Normann ;
- 2003-2007 : Kristian Seip ;
- 2007-2011 : Brynjulf Owren ;
- 2011-2015 : Sigmund Selberg ;
- 2015-2019 : Petter Andreas Bergh ;
- 2019-2023 : Hans Munthe-Kaas ;
- 2023- : Bjørn Ian Dundas.

## Activités

### La revueNormat
L'une des premières activité de la société a été la création d'une revue mathématique et, en 1919, paraît le premier numéro de Norsk matematisk tidsskrift  («Normat»). Dans ce premier numéro, il y avait, entre autres, des articles commémoratifs sur Ludwig Sylow et Elling Holst (en). Les objectifs principaux de la revue étaient de s'adresser aux amateurs de mathématiques en Norvège et aussi de donner aux jeunes mathématiciens norvégiens la possibilité de publier leurs travaux.

### Concours Abel
Lorsque la Société mathématique norvégienne a été fondée, un concours annuel de mathématiques a été créé. Le premier concours a eu lieu en 1921, et il a eu lieu chaque année jusqu'au début des années 1970. En raison de la faible participation, le concours s'est éteint. Il a été relancé en 1981 sous la forme d'un concours pour lycéens, géré par la Sociéte en collaboration avec le quotidien Aftenposten.
En 1985, la compétition a pris la forme actuelle d'une compétition de masse. Chaque école organise un test de 100 minutes et les 20 meilleurs candidats se rencontrent dans une finale. Les 6 premiers de la finale sont invités à l'Olympiade internationale de mathématiques. Depuis 1994, deux épreuves sont organisées dans les écoles avant la finale nationale, dans le but d'être plus sélectif. 

### Symposium Abel
En 2004, la Société mathématique norvégienne organise des symposiums Abel. À la suite d'une résolution du Fonds commémoratif de Niels Henrik Abel, ces colloques auront lieu une ou deux fois par an. Les thèmes sont choisis parmi les mathématiques pures ou appliquées, ou encore des sujets à signification historique ou pédagogique. 